# Companhia dos Caminhos de Ferro Portugueses da Beira Alta
La Companhia dos Caminhos de Ferro Portugueses da Beira Alta, nota anche come Companhia da Beira Alta, era una società portoghese che costruì e gestì la ferrovia della Beira Alta, in Portogallo. Fu costituita nel 1878; nel 1947 venne integrata nella Companhia dos Caminhos de Ferro Portugueses.

## Storia

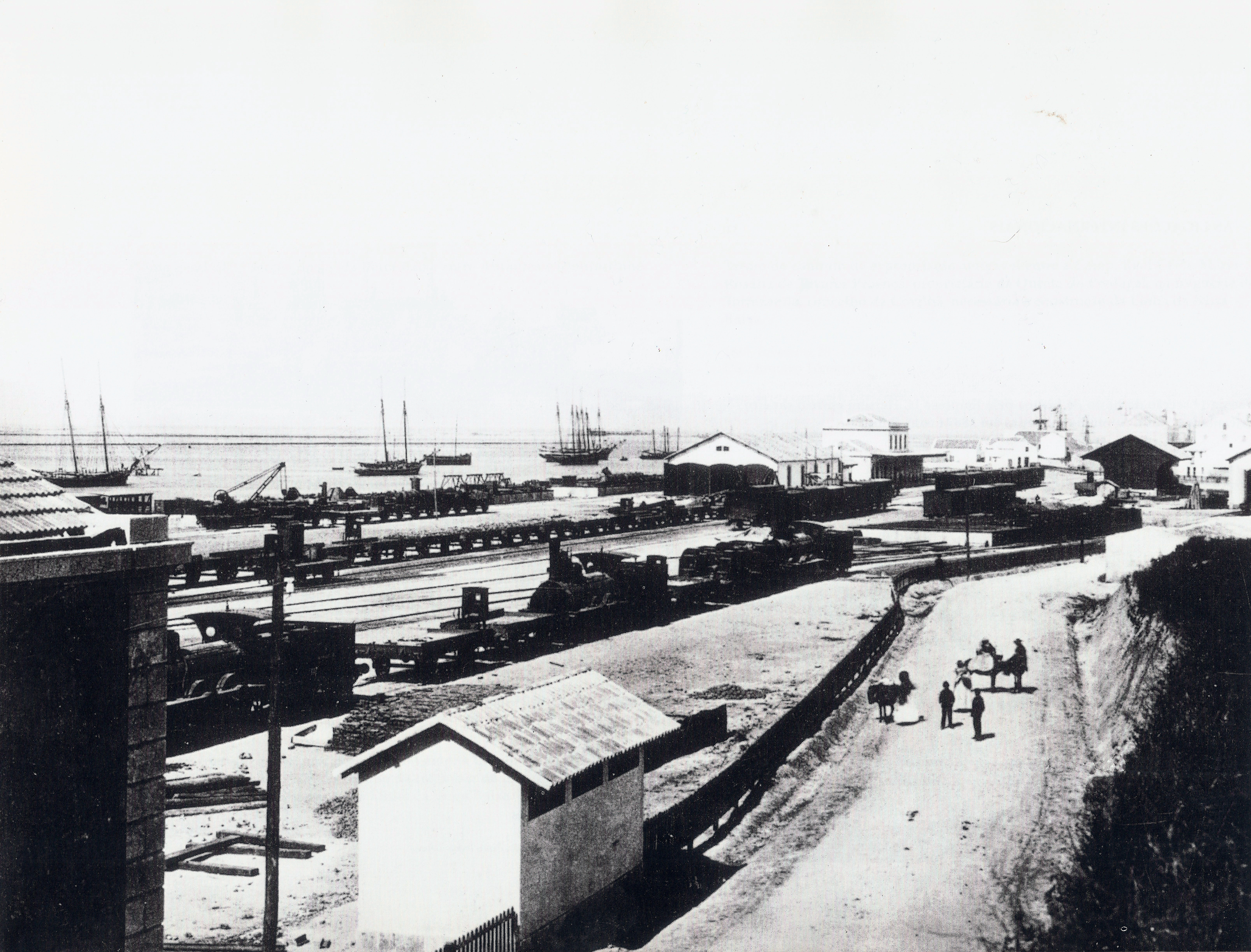
Immagine d'epoca della stazione di Figueira da Foz

Il 23 marzo 1878 venne bandito un concorso per la costruzione di una ferrovia nella regione della Beira Alta; il 3 di agosto dello stesso anno venne stipulata una convenzione con la Société Financière de Paris che fondò la Companhia dos Caminhos de Ferro Portugueses da Beira Alta allo scopo di costruire e gestire la ferrovia. La prima tratta di linea della ferrovia della Beira Alta entrò in servizio provvisorio il 1 luglio 1882 in attesa che si completasse l'intera Vilar Formoso - Figueira da Foz il 3 agosto.
Nel 1901 la compagnia presentò alle autorità la proposta di un nuovo regolamento di circolazione sulle proprie linee.
L'11 gennaio 1911 ebbe inizio uno sciopero del personale dell'azienda e il giorno dopo si estese anche alle Caminhos de Ferro do Estado, Companhia Nacional de Caminhos de Ferro; fu l'inizio di un'ondata di scioperi dei lavoratori della ferrovia nei primi anni della Repubblica portoghese.
Le previsioni iniziali relative al traffico internazionale per la linea della Beira Alta si dimostrarono troppo ottimistiche. Quanto al traffico interno, anch'esso non era molto intenso; nel 1913 i ricavi erano irrisori. Le difficoltà crebbero con la prima guerra mondiale costringendo l'azienda ferroviaria a una gestione estremamente ristretta; il servizio venne limitato allo stretto necessario in quanto venne meno ogni appoggio da parte dello stato. Alla fine del 1914, la Companhia mise in produzione nelle proprie officine di Figueira da Foz vetture di terza classe; venne iniziato anche il rinnovo dell'armamento tra Nelas e Mangualde.
La situazione economica della società si aggravò nel 1917 a causa della penuria di carbone dovuto al blocco tedesco, che costrinse alla soppressione di un certo numero di treni

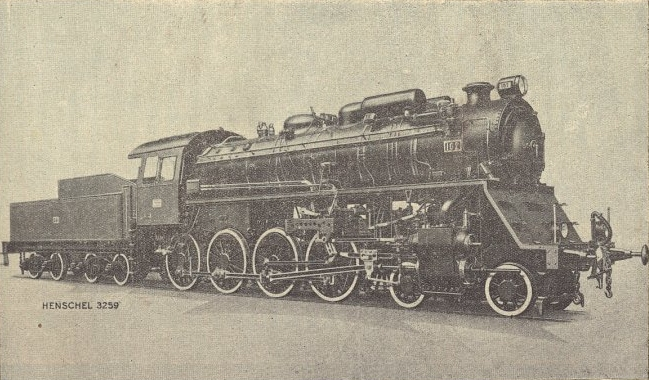
Locomotiva n. 102 della Compagnia della Beira Alta

### Declino e chiusura
Già nel 1913 era stata prospettata l'intenzione di riscattare le concessioni di CP e della Companhia della Beira Alta concentrandole in una sola impresa. Verso la fine degli anni venti l'ingegnere Duarte Pacheco promosse l'acquisizione, da parte del fondo di disoccupazione, di grandi quantità di azioni e obbligazioni già in possesso di speculatori finanziari che avevano grande influenza sul consiglio di amministrazione della Beira Alta e di altre aziende ferroviarie; lo scopo era quello di avviare il processo di nazionalizzazione degli operatori ferroviari principali del Portogallo.
Nel 1933 la redditività netta era cresciuta rispetto all'esercizio precedente; i ricavi netti da passeggeri e merci a grande velocità erano crollati compensati tuttavia da un considerevole incremento dei ricavi dei trasporti merci a "piccola velocità". Diminuiti i passeggeri di prima e seconda classe erano tuttavia aumentati quelli di terza classe.
Nel 1935 le ferrovie in Portogallo erano in pieno declino sia per la crisi economica che per l'aumento del traffico su strada. Nel caso della Companhia da Beira Alta il calo principale riguardava il traffico internazionale.
Nel 1946 venne deliberato il trasferimento della concessione per la ferrovia della Beira Alta alla Companhia dos Caminhos de Ferro Portugueses; l'esercizio sotto la nuova gestione ebbe inizio il 1º gennaio dell'anno dopo.